# 奇欣
52°11′56″N 33°34′20″E / 52.19889°N 33.57222°E
奇欣（羅馬化：Chyhyn）是位於烏克蘭東北部的村莊，由蘇梅州紹斯特卡區的茲諾布-諾夫霍羅茨凱市鎮負責管轄。該村處於斯維加河左岸，分別距離魯德尼亞3公里和烏拉洛韋1公里，海拔高度143米，2001年人口89。